# Musa Xhaferi
Musa Xhaferi (mac. Муса Џафери; ur. 7 lipca 1959 w Zajasie) – północnomacedoński polityk pochodzenia albańskiego, wicepremier w rządzie Emiła Dimitriewa.